# Abwab
Abwab (arabisch أبواب, DMG Abwāb ‚Türen‘) ist eine arabischsprachige deutsche Monatszeitung aus Köln. Herausgegeben wird die Zeitung von New German Media Ltd. mit Unterstützung der Ara Pacis Initiative. Abwab erscheint aktuell in einer Auflage von 60.000 Exemplaren und wird bundesweit kostenlos verteilt. Zielgruppe sind Geflüchtete und Migranten aus arabischsprachigen Ländern mit Fokus auf Syrien.

## Gründung
Einer der Gründer von Abwab ist der syrisch-palästinensische Schriftsteller Ramy Al-Asheq. Er war 2011 in Syrien und Jordanien wegen seiner Teilnahme an der syrischen Revolution inhaftiert. Über ein Autorenstipendium der Heinrich-Böll-Stiftung kam er 2014 nach Köln und schrieb dort u. a. für den Kölner Stadtanzeiger und den fluter – Magazin der Bundeszentrale für politische Bildung. Seit Oktober 2017 ist Souad Abbas die Chefredakteurin von Abwab. Sie ist Bauingenieurin, Journalistin und studierte Internationales Recht. Sie hat langjährige Erfahrungen in der Arbeit mit internationalen Organisationen, wie dem Dänischen Flüchtlingsrat, bei dem sie als Projektmanagerin, regionale Koordinatorin und Trainerin für Asylprojekte zuständig war.

## Inhalt
Schwerpunkt der Berichterstattung von Abwab sind Nachrichten aus Deutschland, dem Nahen Osten und dem Rest der Welt. Außerdem geht es um Themen wie Demokratie, Rechtsstaat, Menschenrechte und Feminismus. Hinzu kommen Reportagen und Interviews aus den Bereichen Kultur, Gesellschaft und Alltag in Deutschland. Auf den letzten zwei Seiten werden ausgewählte Artikel auf Deutsch veröffentlicht.

## Verlag
Der Verleger New German Media Ltd. ist eine Tochtergesellschaft der New European Media-Gruppe. Diese produziert seit 2001 Zeitungen für Migranten in Europa. Abwab ist derzeit werbe- und spendenfinanziert. Die beteiligten Journalisten arbeiten ehrenamtlich.